# Faking Bullshit
Faking Bullshit – Krimineller als die Polizei erlaubt! ist eine deutsche Filmkomödie aus dem Jahr 2020 von Alexander Schubert mit Erkan Acar, Adrian Topol, Susanne Schnapp, Alexander Hörbe, Sina Tkotsch und Bjarne Mädel. Es ist eine Adaption der schwedischen Komödie Kops aus dem Jahr 2003. Die Premiere erfolgte am 23. Juli 2020 am Filmfest München Pop-Up im PopUp Autokino in München, das ursprünglich hierfür vorgesehene Münchner Filmfest wurde aufgrund der COVID-19-Pandemie abgesagt. Der deutsche Kinostart war am 10. September 2020.

## Handlung
In der friedlichen, verschlafenen Kleinstadt Ahlen in Nordrhein-Westfalen versehen die Polizisten Rocky, Deniz sowie das Ehepaar Hagen und Netti ihren Dienst. Dabei gibt es kaum etwas zu tun. Überraschend taucht Tina auf, die von einer übergeordneten Behörde aufgrund fehlender Kriminalität mit der Abwicklung der Wache 23 beauftragt wurde. Im Gegensatz zu ihrem direkten Vorgesetzten Rainer wollen sich die vier Polizeibeamten jedoch nicht mit der Schließung ihrer Station abfinden. 
Um ihre Arbeitsplätze zu retten und von der Notwendigkeit ihrer Wache zu überzeugen, versuchen die Polizisten, selbst Straftaten zu faken und so intensive Ermittlungsarbeit zu simulieren. In dem Obdachlosen Klaus finden die Beamten jemanden, dem sie die Schuld geben können. Die stark angestiegene Kriminalitätsrate kommt Tina verdächtig vor; sie vermutet, dass die Polizisten etwas damit zu tun haben können. Bei ihrer Arbeit stoßen die Beamten auf einen tatsächlichen Kriminalfall, einen Kunstraub, an dem Tina zuvor bereits erfolglos ermittelt hat.

## Produktion
Die Dreharbeiten fanden vom 30. September bis zum 8. November 2019 statt, gedreht wurde in Ahlen.
Produziert wurde der Film von der Mavie Films in Ko-Produktion mit der Pamy Mediaproductions, Gretchenfilm Filmproduktion, UMAK, True Illusions, Telepool und The Greater Fool.
Für das Kostümbild zeichnete Kristin Hofmann verantwortlich, für das Szenenbild Marie-Luise Best, für den Ton Kai Unger, für die Maske Antonia Petschow und für das Casting Karen Wendland.

## Rezeption
Christoph Petersen schrieb auf Filmstarts.de, dass der staubtrocken-schwarze Humor von Kops eigentlich perfekt zum Hauptdarsteller Erkan Acar passen müsste. Aber Faking Bullshit sei längst nicht so abgefahren wie Schneeflöckchen & Co. Hätte man das Original noch einmal in der deutschen statt der schwedischen Provinz neu aufgelegt, wäre dabei eine zwar nicht sonderlich originelle, aber doch charmant-kurzweilige Krimi-Komödie herausgekommen. Aber das Skript zu Faking Bullshit setze auf zwei zentrale Ergänzungen, die den Film schlechter statt besser machten. Zum einen kreise das Gros der Gespräche um die aktuelle Debatte um Political Correctness, MeToo und Alltagsrassismus. Allerdings traue sich der Film nicht mal ansatzweise dorthin, wo es auch mal wehtut. Zum anderen schwenke der Film in Richtung einer normalen Krimi-Komödie um. Der gesamte Kunstraub-Plot bestünde nahezu ausschließlich aus unglaublichen Zufällen. So entpuppe sich ausgerechnet das große Finale zugleich auch als größte Enttäuschung des Films.
Marius Ochs bezeichnete den Film auf filmpluskritik.com als gelungenes Debüt. Das Ensemble besteche durch liebenswürdige Charaktere, die mehr als einmal für Lacher sorgen könnten. Die stellenweise gut pointierte Gesellschaftskritik könne aber deutlich ausgefeilter sein. Punkte verlöre der Film auch durch den weit hergeholten Handlungsverlauf.
Bert Rebhandl befand in der Frankfurter Allgemeinen Zeitung, dass der Titel etwas unpassend wäre für eine Komödie, die im Detail vieles richtig mache, sich von ihrer impliziten Idyllik aber auch manchmal ein wenig einlullen lasse. Der Film ziele auf entwaffnende Harmlosigkeit. Einer aufgescheuchten Öffentlichkeit, die von Bandenwesen und Clankriminalität täglich aus den Lokalblättern erfahre, werde hier ein selbstregulierender Prozess vorgeführt: Wache 23 sorge für Ordnung in einer Gesellschaft, die eigentlich gar nicht so richtig weiß, welche Probleme sie hat.
MDR-Kultur-Filmkritiker Knut Elstermann vergab drei von fünf Sternen und bezeichnete den Film als gelungene Polizei-Komödie, die so albern sei, wie der Titel befürchten lässt. Alexander Schubert sei ein angenehm leises Regiedebüt gelungen, mit großartiger Besetzung.